# Ataenius eurynotus
Ataenius eurynotus är en skalbaggsart som beskrevs av Lea 1923. Ataenius eurynotus ingår i släktet Ataenius och familjen Aphodiidae. Inga underarter finns listade.